# Joan Peterson
Joan Peterson (?-Tyburn, 12 de abril de 1652), también conocida como la bruja de Wapping, fue una herbolaria y curandera inglesa ejecutada por brujería.

## Biografía
Trabajó como herbolaria y curandera en Wapping, Londres. Fue una herbolaria de éxito y gozó de popularidad en su negocio.
Estuvo implicada en el caso por la muerte de Lady Mary Powell, que había fallecido en circunstancias sospechosas, dejando su herencia a Anne Levingston. Joan Peterson fue acusada de haber embrujado hasta la muerte a Powell, de 80 años. También fue acusada de haberle provocado serios problemas al panadero Christopher Wilson, que le debía dinero. Se le ofreció el indulto si accedía a testificar contra Anne Levingston y las supuestas actividades de «brujería» de Levingston. Sin embargo, se negó a testificar contra Levingston. Fue condenada a muerte como culpable de brujería y ejecutada en la horca en Tyburn el 12 de abril de 1652.
Sin embargo, no fue la última persona en ser juzgada por brujería en Londres, Jane Kent en 1682 y Jane Dodson en 1683 parecen haber sido las últimas, aunque ambas fueron absueltas del delito.
Su caso se publicó en el panfleto The Witch of Wapping: the life and devilish practices of Joan Peterson (La bruja de Wapping: vida y prácticas diabólicas de Joan Peterson), 1652.